# Valerie Maynard
Pour les articles homonymes, voir Maynard.
Valerie Maynard (née le 22 août 1937 à Harlem (New York) et morte le 19 septembre 2022) est une artiste américaine. 
Dans ses sculptures et ses autres œuvres, elle aborde plusieurs thèmes dont les inégalités sociales (notamment ethniques) aux États-Unis et le mouvement des droits civiques.

## Biographie
Valerie Maynard grandit dans le quartier de Harlem avec ses parents et deux frères ; la famille est voisine d’Audre Lorde et proche de James Baldwin. Elle prend des cours de dessin et de peinture au MoMA les samedis, puis sculpte en autodidacte à partir de 1968, commençant par représenter un buste masculin (Rufus) dans une pierre trouvée en plongeant.
Dans les années 1970, elle est invitée par le Baltimore City College à décorer ses murs ; libre de choisir son medium, elle compose des bas-reliefs en bois gravé.
Valerie Maynard enseigne la sculpture et l’estampe à l’université Howard, puis la sculpture à la Baltimore School for the Arts (en), ainsi qu’au Studio Museum et à l’université des îles Vierges. Elle s’efforce d’inciter ses élèves à suivre leurs intuitions et à insuffler leurs pensées dans leurs œuvres.
Valerie Maynard s’implique aussi dans la préservation d’œuvres d’art traditionnel afro-américain, et est considérée comme faisant partie du Black Arts Movement.
En 2002, elle conçoit pour l’autorité de transports new-yorkaise des mosaïques pour la station 125th Street, située dans son quartier natal.

## Œuvres
- Rufus, buste en pierre, 1968[2]

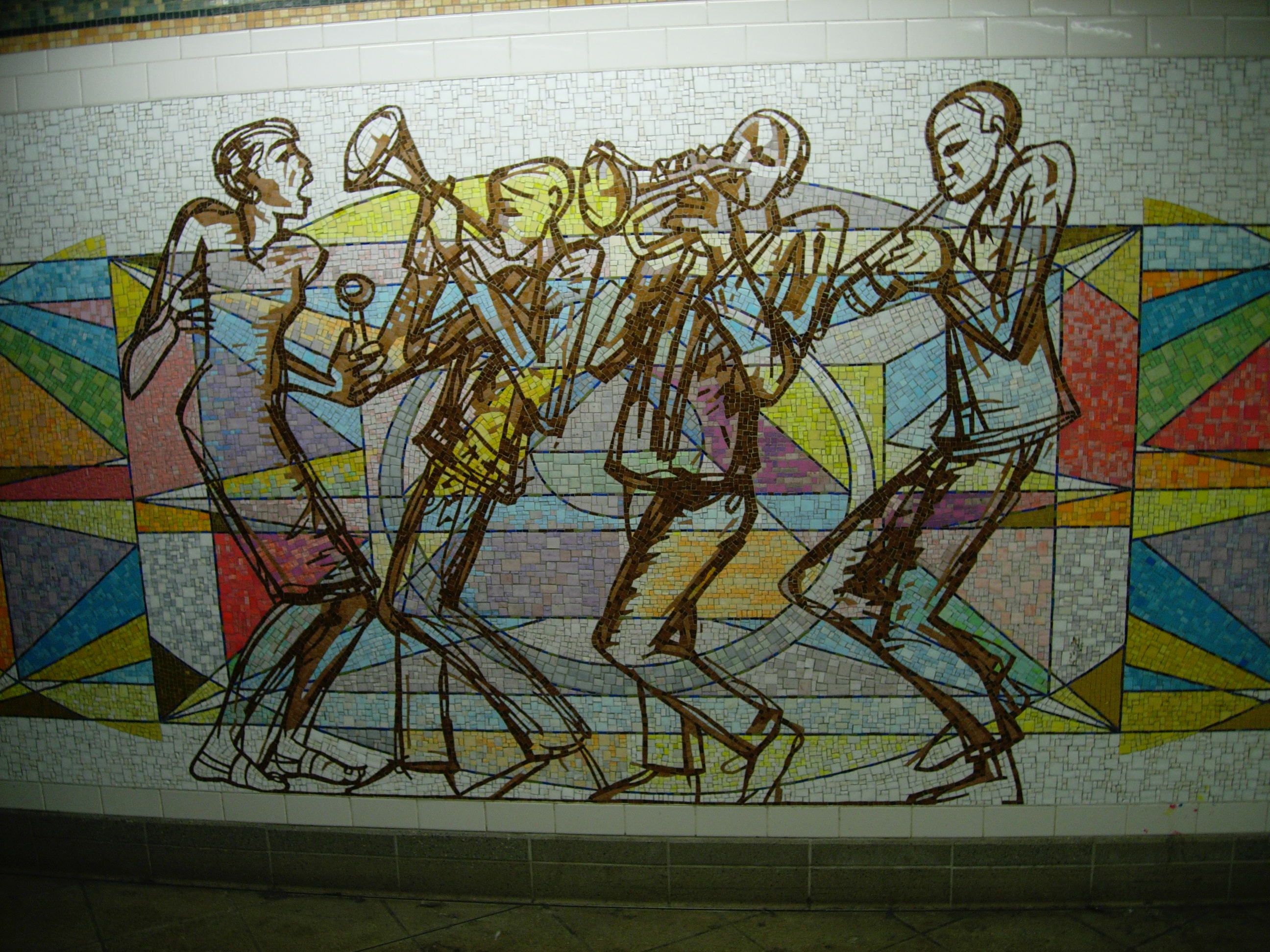
Mosaïque Polyrhythmics of Consciousness and Light dans le métro new-yorkais.

- No Apartheid, série de 250 peintures, années 1980[5]
- Polyrhythmics of Consciousness and Light, installation dans la station de métro 125th Street, 2002[4],[6]

Certaines de ses œuvres font partie des collections privées de Stevie Wonder, Toni Morrisson ou encore Lena Horne.

## Expositions
- 2007-2008 : Labor, Love, Live Collection in Context, exposition collective au Studio Museum in Harlem[3]
- 2020 : Lost and Found, rétrospective au Musée d'Art de Baltimore